# Nothocremastus ensiferus
Nothocremastus ensiferus är en stekelart som beskrevs av Dasch 1979. Nothocremastus ensiferus ingår i släktet Nothocremastus och familjen brokparasitsteklar. Inga underarter finns listade i Catalogue of Life.